# Australia/New Zealand Cup w biegach narciarskich 2021
Australia/New Zealand Cup w biegach narciarskich 2021 – kolejna edycja tego cyklu zawodów. Rywalizacja rozpoczęła się 7 sierpnia w australijskim Perisher. Początkowo zawody miały zakończyć się 5 września w Falls Creek, ale zostały odwołane. Wobec czego tegoroczna edycja pucharu została zakończona po rozegraniu dwóch biegów.
Obrońcami tytułu wśród kobiet i mężczyzn byli reprezentanci Australii Katerina Paul i Philip Bellingham.
Tegorocznymi zdobywcami pucharu zostali również reprezentanci Australii Casey Wright i Philip Bellingham.

## Kalendarz i wyniki

### Kobiety
| Lp | Data            | Miejscowość     | Dystans              | 1. miejsce   | 2. miejsce | 3. miejsce   |
| -- | --------------- | --------------- | -------------------- | ------------ | ---------- | ------------ |
| 1. | 7 sierpnia 2021 | Perisher Valley | Sprint s. dowolnym   | Casey Wright | Zana Evans | Aimee Watson |
| 2. | 8 sierpnia 2021 | Perisher Valley | 10 km s. klasycznym  | Casey Wright | Zana Evans | Aimee Watson |
| 3. | 4 września 2021 | Falls Creek     | Sprint s. klasycznym | Odwołano     | Odwołano   | Odwołano     |
| 4. | 5 września 2021 | Falls Creek     | 5 km s. dowolnym     | Odwołano     | Odwołano   | Odwołano     |

### Mężczyźni
| Lp | Data            | Miejscowość     | Dystans              | 1. miejsce        | 2. miejsce    | 3. miejsce      |
| -- | --------------- | --------------- | -------------------- | ----------------- | ------------- | --------------- |
| 1. | 7 sierpnia 2021 | Perisher Valley | Sprint s. dowolnym   | Philip Bellingham | Seve de Campo | Fedele de Campo |
| 2. | 8 sierpnia 2021 | Perisher Valley | 15 km s. klasycznym  | Philip Bellingham | Seve de Campo | Mark Pollock    |
| 3. | 4 września 2021 | Falls Creek     | Sprint s. klasycznym | Odwołano          | Odwołano      | Odwołano        |
| 4. | 5 września 2021 | Falls Creek     | 10 km s. dowolnym    | Odwołano          | Odwołano      | Odwołano        |

## Klasyfikacje
| Lp. | Zawodniczka     | Punkty |
| --- | --------------- | ------ |
| 1.  | Casey Wright    | 200    |
| 2.  | Zana Evans      | 160    |
| 3.  | Aimee Watson    | 120    |
| 4.  | Rosie Fordham   | 100    |
| 5.  | Phoebe Cridland | 81     |
| 6.  | Anna Trnka      | 72     |
| 7.  | Claudine Talbot | 69     |
| 8.  | Hannah Price    | 62     |
| 9.  | Sarah Slattery  | 61     |
| 10. | Emily Champion  | 45     |

| Lp. | Zawodnik                  | Punkty |
| --- | ------------------------- | ------ |
| 1.  | Philip Bellingham         | 200    |
| 2.  | Seve de Campo             | 160    |
| 3.  | Mark Pollock              | 100    |
| 4.  | Fedele de Campo           | 96     |
| 5.  | Hugo Hinckfuss            | 95     |
| 6.  | Liam Burton               | 86     |
| 7.  | Bentley Walker-Broose     | 85     |
| 8.  | Tommi Silvester           | 61     |
| 9.  | Boris Stanish             | 56     |
| 10. | Klaus Jungbluth Rodriguez | 53     |